# Joaquim Olaso i Piera
Joaquim Olaso Piera (Carcaixent, 8 de gener de 1901 - París, 31 de gener de 1954) fou un militant comunista català d'origen valencià, destacat dirigent del PSUC i agent del NKVD i del SIM.

## Biografia
Militant comunista de primera hora, fou fundador de la «Federación de Levante» del PCE juntament amb Hilari Arlandis i Joaquim Masmano Pardo. Durant la Dictadura de Primo de Rivera es va exiliar a París, on es dedicà a organitzar el PCE a l'exterior, i poc després s'establí a Barcelona, on fou detingut per les autoritats espanyoles.
Des de l'abril de 1931 fou membre de la Junta Adiministrativa del Sindicat d'Arts Gràfiques de Barcelona. Després de la proclamació de la Segona República Espanyola passà a formar part de la Federació Comunista Catalanobalear, però s'oposà a la seva aproximació al Bloc Obrer i Camperol i el desembre de 1931 va signar amb Arlandis i 11 més la Carta abierta a los camaradas de la FCCB on advocava per integrar la FCCB dins el PCE. La tardor de 1931 va acompanyar al comunista suís Jules Humbert-Droz, delegat de la Internacional Comunista en una visita a Mataró.
A començament de 1932 fou expulsat de la FCCB i es va integrar al Partit Comunista de Catalunya (secció catalana del PCE) dirigida per Ramon Casanellas i Lluch. Participà en els fets del 6 d'octubre de 1934 i fou detingut a la carretera de l'Arrabassada amb Juli Mateu Martínez (PCC) i Luis Portela Fernández (Comitè Central del BOC). Quan el PCC es va integrar en el nou PSUC, ell també en formà part.
El 6 d'octubre de 1936, en plena guerra civil espanyola, fou nomenat representant del PSUC en la Junta de Seguretat Interior de Catalunya. Alhora formà part del Comitè Central PSUC i actuà com a agent del Servei d'Informació Militar i del NKVD. És considerat un dels responsables de la repressió contra el POUM d'ençà dels fets de maig de 1937.
En acabar la guerra civil espanyola es va mantenir un temps a Barcelona organitzant el PSUC en la clandestinitat fins que va marxar a Perpinyà per contactar amb l'exterior, deixant Alejandro Matos com a contacte a l'interior. Va viure a París durant l'ocupació del Tercer Reich. Va col·laborar amb la Resistència com a membre del FTP-MOI, on era considerat l'"ull de Moscou", però per imprudències en el seu sistema de seguretat el 1942 fou detingut el cap del PSUC Josep Miret i Musté, raó per la qual hom el va acusar d'haver-lo delatat a la Gestapo (tot i que en fou acusat oficialment Llibert Estartús i Vilas). En acabar la Segona Guerra Mundial fou apartat de la direcció del PSUC.
El 1954 ell i la seva companya Dolores García Echevarrieta, qui havia estat secretària personal de Pablo Neruda, foren trobats asfixiats al seu apartament de París.